# Trichosporum contaminans
Trichosporum contaminans är en svampart som beskrevs av Oudem. . Trichosporum contaminans ingår i släktet Trichosporum och familjen Piedraiaceae.   Inga underarter finns listade i Catalogue of Life.